# Nadja Reichardt
Nadja Reichardt (* 18. Mai 1964 in Frankfurt am Main) ist eine deutsche Schauspielerin und Synchronsprecherin.

## Leben und Wirken
Nach einer Lehre als Gesundheitspädagogin, Masseurin und Hydrotherapeutin entschloss sie sich Schauspielerin zu werden. Das Schauspielstudium führte sie nach Berlin, wo sie in den Folgejahren auch Gesangs- und Sprachunterricht nahm. Engagements hatte sie unter anderem am Maxim-Gorki-Theater und am Schillertheater. Darüber hinaus spielte sie in mehreren Filmen.
Ihre Stimme lieh sie unter anderem Jennifer Aniston und übernahm auch Synchron- und Dialogregie.
Als Autorin betätigte sie sich für Theaterstücke und Drehbücher. Ihr erstes Buch Persönlichkeit stärken und entfalten erschien 2015.
Reichardt lebt in Berlin.

## Filmografie

### Als Schauspielerin
- 1994: Sylter Geschichten (Regie: Karsten Wichniarz)
- 1991: Der Hausgeist (Regie: Wilfried Dotzel)
- 1991: Drei Drachen vom Grill (Regie: Ades Zabel) – Prolog-Moderatorin
- 1990: Te Rua (Regie: Barry Barclay)
- 1989: Stocker & Stein (Regie: Jürgen Klauß)
- 1989: Lancelot in Berlin (Regie: Giorgio Capitani)
- 1988: Hilferufe (Regie: Eberhard Weißbarth)
- 1987: Hals über Kopf: Reisefieber (Regie: Rainer Boldt) – Fräulein Schneegans
- 1987: Anita – Tänze des Lasters (Regie: Rosa von Praunheim)
- 1986: Weiberwirtschaft (Regie: Thomas Engel)

### Als Synchronsprecherin
- 1982: Für Laura Dean in Soup for One (Synchro im Jahr 1997) als Linda
- 1993: Für Susanna Thompson in Die Tragödie von Waco als Meg
- 1994–2004: Für Jennifer Aniston in Friends (Fernsehserie) als Rachel Green
- 2000: Für Julie Kent in Center Stage als Kathleen
- 2008: Für Melora Walters in Desperate Housewives (Fernsehserie) als Sylvia Greene
- 2008: Für Romi Park in Black Butler (Anime) als Madame Red

- 2010: Für Romi Park in Black Butler II (OVA) als Madame Red
- 2011: Für Jennifer Connelly in Wer’s glaubt, wird selig – Salvation Boulevard als Gwen Vandermeer
- 2014: Für Romi Park in Black Butler: Book of Circus (Anime) als Madame Red
- 2017: Für Romi Park in Black Butler: Book of the Atlantic (Anime) als Madame Red

## Hörspiele
- 2002: Folge 105 Die drei ??? und der Nebelberg (als Sarah Masterson)
- 2002: Folge 49 Fünf Freunde ...Und die Frau ohne Gedächtnis (als Kitty)